# Stefano Tilli
Stefano Tilli (Italia, 22 de agosto de 1962) es un atleta italiano, especializado en la prueba de 4 x 100 m en la que llegó a ser subcampeón del mundo en 1983.

## Carrera deportiva
En el Mundial de Helsinki 1983 ganó la medalla de plata en los relevos 4 x 100 metros, con un tiempo de 38.37 segundos que fue récord nacional italiano, quedando tras Estados Unidos (oro) y por delante de la Unión Soviética (bronce), siendo sus compañeros de equipo: Carlo Simionato, Pierfrancesco Pavoni y Pietro Mennea.